# Mangan(III)-acetylacetonat
Mangan(III)-acetylacetonat (Mn(acac)3) ist ein Komplex des Mangans der Oxidationsstufe +3, mit Acetylacetonat als Ligand.

## Gewinnung und Darstellung
Mangan(III)-acetylacetonat wird aus einem Mangan(II)-Salz, Kaliumpermanganat und Acetylaceton hergestellt.
Bei der Reaktion entsteht zunächst als Zwischenprodukt Mangan(II)-acetylacetonat:
{\displaystyle \mathrm {Mn^{2+}+2\ CH_{3}COCH_{2}COCH_{3}\longrightarrow } }{\displaystyle \mathrm {2\ H^{+}+Mn(CH_{3}COCHCOCH_{3})_{2}} }
Durch die Reaktion von Mn(II) und Mn(VII) entsteht Mn(III):
{\displaystyle \mathrm {Mn(VII)+4\ Mn(II)\longrightarrow 5\ Mn(III)} }
Gesamtreaktion:
{\displaystyle \mathrm {4\ Mn^{2+}+MnO_{4}^{-}+15\ CH_{3}COCH_{2}COCH_{3}\longrightarrow } }{\displaystyle \mathrm {5\ Mn(CH_{3}COCHCOCH_{3})_{3}+4\ H_{2}O+7\ H^{+}} }
Durch Zugabe von Natriumacetat wird die entstehende Säure gepuffert. Des Weiteren sorgt es für die Verschiebung des Gleichgewichtes in der Enol-Keto-Tautomerie des Acetylaceton. 
Durch die schwach basische Eigenschaft des Natriumacetats wird die Enol-Form deprotoniert und das Acetylaceton in seine Anionische Form überführt. Somit stabilisiert es das d4-Konfigurierte Mangan-Ion durch Komplexbildung.

## Eigenschaften

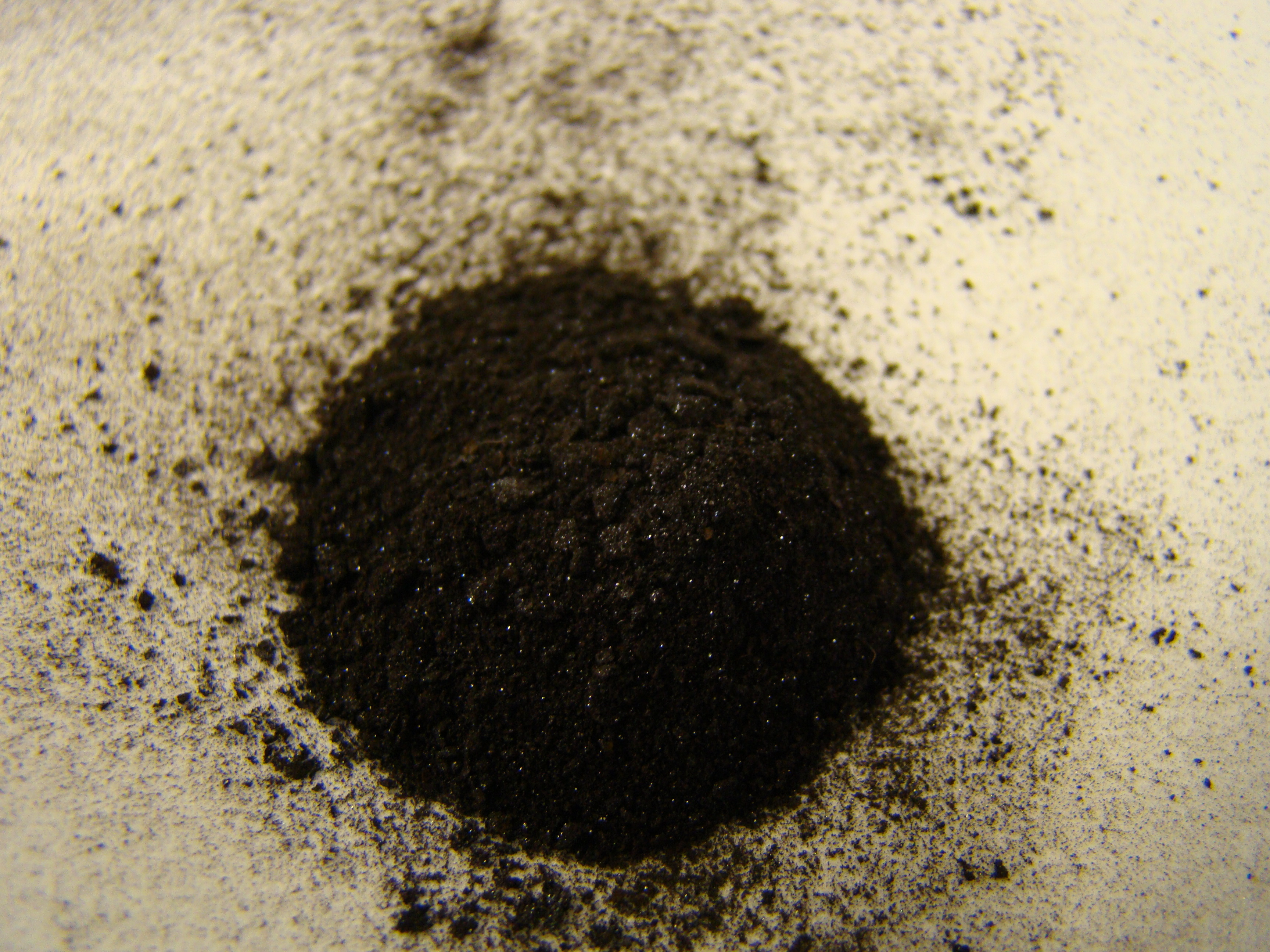

Mangan(III)-acetylacetonat ist ein schwarzes, kristallines, in Wasser unlösliches Pulver. Der elektronischen Struktur nach, bildet es einen High Spin-Komplex aus. Die Struktur ist aufgrund des Jahn-Teller-Effektes oktaedrisch verzerrt. Dieser kann entweder oktaedrisch-gestaucht oder oktaedrisch-gestreckt sein. Bei der Streckung, betragen die Längen zweier Mn-O-Bindungen 2,12 Å, wobei die vier anderen nur 1,93 Å betragen. Bei der Kompression, betragen die Längen zweier Mn-O Bindungen 1,95 Å, während die anderen vier Bindungslängen 2,00 Å betragen.

## Verwendung
Mangan(III)-acetylacetonat wird zur Oxidation von Phenolen, β-Dicarbonylverbindungen und Thiolen verwendet.